# 부여군의 농어촌버스
부여군의 농어촌버스는 충청남도 부여군을 중심으로 운행하는 버스를 이용한 대중교통 수단으로, 운수업체로는 부여여객이 유일하다.

## 주요 연혁
- 1965년 12월 : 금남여객자동차(현 금남고속)가 설립되어 처음으로 농어촌버스를 운행하기 시작하였다.
- 1966년 1월 : 충남교통운수(현 충남고속)가 설립되어 부여군내버스 운행에도 참여하였다.
- 1979년 12월 19일 : 충남교통운수에서 서천군내버스, 부여군내버스 등이 분리독립하여 서천군에 면허를 두고, 서부교통(현 서천여객)이 설립되었다.
- 1990년 1월 11일 : 논산시내버스 회사인 덕성여객이 금남여객자동차 부여영업소를 인수하여 부여여객을 창업하였다. 동시에 금남여객자동차는 시내버스 사업에서 철수하였다.
- 2001년 : 서부교통에서 부여영업소를 분리독립하여 백제운수를 설립하였다.
- 2004년 : 백제운수가 경영난으로 폐업하였다. 동시에 부여여객이 백제운수 노선을 인수 운행하였다.
- 2011년 : 부여군내버스에 노선번호제를 도입하였다.

## 운임
2013년 8월 기준이다. 2014년 1월 1일 단일요금제가 시행되었다.
2016년 1월 1일부터는 교통카드 소지자에 한하여 하차단말기 태그 후 40분 이내 탑승 시 1회 무료환승이 가능하다. (단, 동일노선은 환승 불가)
| 종류 | 나이                    | 카드 (원) | 현금 (원) |
| ---- | ----------------------- | --------- | --------- |
| 일반 | 어른 (만 19세 이상)     | 1,250     | 1,300     |
| 일반 | 청소년 (만 13세 ~ 18세) | 990       | 1,040     |
| 일반 | 어린이 (만 7세 ~ 12세)  | 600       | 650       |

※ 시계외 (정산, 논산, 탄천, 한산 이동 시 추가요금 부과된다.

## 운수 업체
| 운행업체 | 보유 노선수 | 면허 대수 | 등록 대수 |
| -------- | ----------- | --------- | --------- |
| 부여여객 | 100         | 42        | 42        |
| 합계     | 100         | 42        | 42        |

- 추가 바람
- 701: 부여 - 석성(십자가) - 논산 (논산시 시내버스(덕성여객)와 공동배차)
- 부여 - 석성(십자가) - 초촌
- 부여 - 가증리 - 탄천 - 공주역
- 부여 - 규암 - 은산( - 정산)
- 부여 - 강경
- 부여 - 임천 - 충화
- 부여 - 규암 - 구룡 - 내산 - 외산
- 부여 - 규암 - 구룡 - 홍산( - 충화)